# Palaemnema martini
Palaemnema martini är en trollsländeart som beskrevs av Cowley 1934. Palaemnema martini ingår i släktet Palaemnema och familjen Platystictidae. Inga underarter finns listade i Catalogue of Life.